# مارفن فريدريك كول
مارفن فريدريك كول (بالإنجليزية: Marvin Frederick Cole)‏ هو محامي وقاضي وضابط أمريكي، ولد في 6 يناير 1922، وتوفي في 20 أغسطس 2005.